# Eugenia Golea
Eugenia Golea född den 10 mars 1971 i Bukarest, Rumänien, är en rumänsk gymnast.
Hon tog OS-silver i lagmångkampen i samband med de olympiska gymnastiktävlingarna 1988 i Seoul.